# Cantón de Montreuil-Este
El cantón de Montreuil-Este era una división administrativa francesa, que estaba situada en el departamento de Sena-Saint-Denis y la región de Isla de Francia.

## Composición
El cantón estaba formado por una fracción de la comuna que le daba su nombre:
- Montreuil (fracción)

## Supresión del cantón de Montreuil-Este
En aplicación del Decreto n.º 2014-214 de 21 de febrero de 2014, y corregido por Decreto n.º 2014-481 de 13 de mayo de 2014, el cantón de Montreuil-Este fue suprimido el 22 de marzo de 2015 y la fracción de la comuna que le daba su nombre se unió con las demás fracciones para que, por medio de una reestructuración cantonal, fueran creados los nuevos cantones de Montreuil-1 y Montreuil-2.